# Dagisteu (tribuno)
Dagisteu (em latim: Dagistheus) foi um oficial bizantino do século VI, ativo no reinado do imperador Justiniano (r. 527–565). Aparece nos anos 530, quando exerceu a função de tribuno em Gérasa, na Arábia. Auxiliou na construção da Igreja de São Cosme e Damião, dedicada em Gérasa em 533, e teve seu nome honrado, ao lado dos fundadores Teodoro e Geórgia, na inscrição contida num mosaico da nave. Possivelmente pode ser identificado com o general homônimo ativo no Cáucaso.